# محمد حميد شهيد
محمد حميد شهيد (بالإنجليزية: Mohammad Hameed Shahid)‏ (23 مارس 1957 في باكستان)؛ ناقد وروائي باكستاني.